# 承德路
承德路，是臺灣臺北市重要的南北向幹道之一，連結台北市區通往士林、北投和淡水（經大度路）。
全路分為七段，五段至七段屬省道臺2乙線的一部分。尖峰時段車流量大，與鄰近的中山北路齊名，為雙方在市區段的相互替代道路。
為了方便外籍人士，臺北市政府曾經將該道路以英語加註為5th Ave.（第五大街），現已廢止。

## 路名起源
昔日於1977年的「台北市街道圖」中七段為「百齡五路」、六段為「百齡四路」、五段為「百齡三路」。
名字源於熱河省省會承德市。

## 沿革
- 1974年，交通部臺灣區高速公路工程局徵收附近重慶國中與明倫國中（今明倫高中）的運動場外圍，開始進行敦煌路、承德路等路段的拓寬工程，同時開始興建承德橋。
- 1979年以前，承德橋仍在興建中，當時的承德路僅至明倫國中為止，且不分段，門牌號碼高達上千號。隔著基隆河之對岸則為士林後港墘地區。
- 1979年7月1日，後港墘地區的道路被整編併入承德路。
- 1979年10月30日，承德橋通車，承德路可以連結圓山及後港墘地區。
- 1991年8月18日，承德路開始分段，後港墘地區的承德路被編為承德路四段；至於過中正路之路段，原為百齡三路、百齡四路、百齡五路，1992年4月1日更名為承德路五至七段，此路段屬省道台2乙線。

## 行經行政區域
（由北至南）
- 北投區：（六段、七段）
- 士林區：（四段、五段）
- 大同區：（一段、二段、三段）

## 分段
承德路共分七段。
- 七段：南於文林北路與承德路六段相接，東於大業路與大度路相接。
- 六段：南於洲美街與承德路五段相接，北於文林北路與承德路七段相接。
- 五段：南於中正路與承德路四段相接，北於洲美街與承德路六段相接。

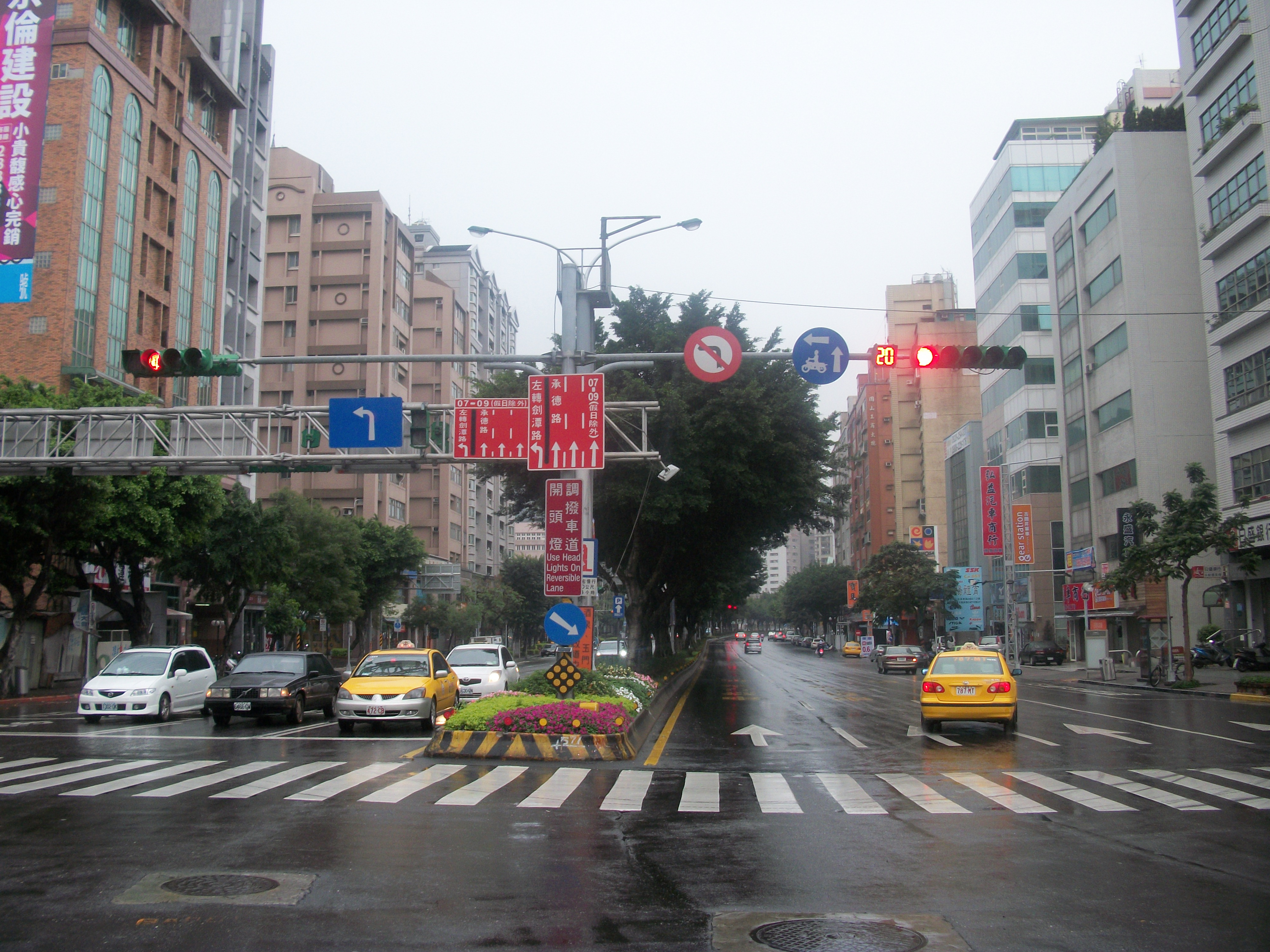
承德路四段

- 四段：南於承德橋與承德路三段相接，北於中正路與承德路五段相接。
- 三段：南於民權西路與承德路二段相接，北於承德橋與承德路四段相接。
- 二段：南於南京西路與承德路一段相接，北於民權西路與承德路三段相接。

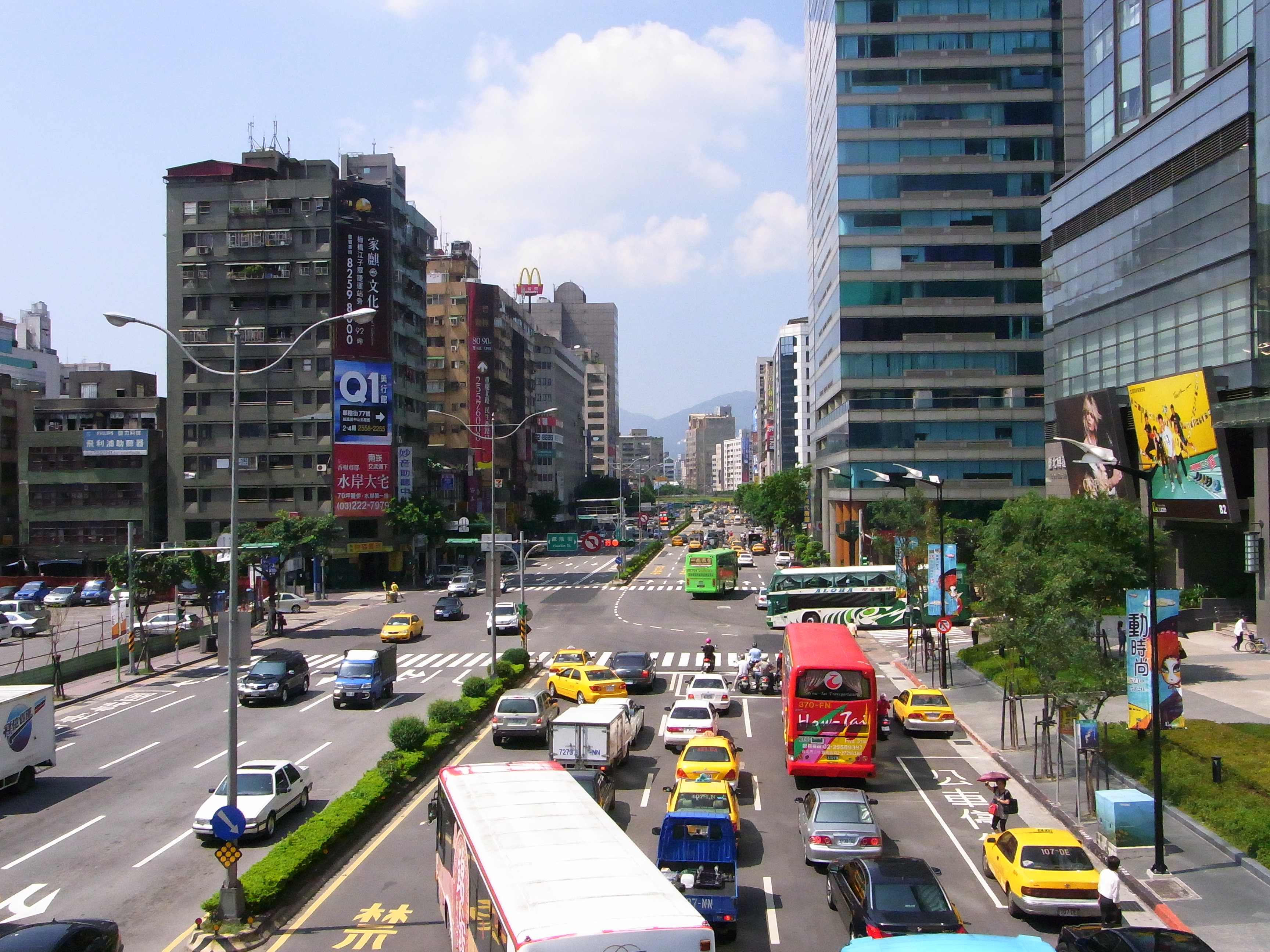
承德路一段（台北車站後）

- 一段：南於市民大道相接，北於南京西路與承德路二段相接。

## 沿線設施（由南至北）
| | |
| - 一段 - 市民大道口 - 臺北車站（市民大道口） - 臺北轉運站（市民大道口）（市民大道一段209號） - 台北市公共自行車租賃系統臺北轉運站（市民大道一段209號） - 京站大樓 - 京站時尚廣場（1號） - 君品酒店（3號） - 蔡合源宅第（72號） - 臺北市政府警察局大同分局建成派出所（80號，原建成區公所廳舍） - 貴族大廈（105號） - 聯邦商業銀行台北分行（105號1樓） - 二段 - 建成公園（平陽街口） - 建成公園地下停車場 - 建成大樓（33號，2017年下半年拆除，2019年原地改建建成綜合大樓） - 臺北市政府消防局建成分隊（35號） - 臺北市大同區日新國民小學（正門位於太原路151號） - 首府經貿大廈 - 上海商業儲蓄銀行承德分行（77號1樓） - 中國生產力中心臺北承德教育訓練中心（81號B1樓） - 東立出版社（81號10樓） - 台灣東方出版社（81號12樓之2） - 臺北市立成淵高級中學（235號） - 臺北市立成淵高級中學地下停車場 - 臺灣銀行承德大樓（206、208號） - 臺灣銀行民權大樓（239號） - 三段 - 台北市公共自行車租賃系統捷運圓山站(2號出口) - 三德大飯店（49號） - 金車大塚（97號） - 明倫社會住宅（285號） - 臺北數位產業園區（287號） - 臺北市立明倫高級中學（336號） | - 四段 - 臺北市立百齡高級中學（177號） - 臺北市立百齡高級中學地下停車場 - 臺北表演藝術中心 - 士商路口 - 士林運動中心（士商路1號） - 台北市公共自行車租賃系統士林運動中心站 - 承德公園地下停車場 - 承德公園 - 五段 - 臺北市立士林高級商業職業學校（正門位於士商路150號） - 交通部公路局臺北市區監理所士林監理站（80號） - 臺北市立兒童新樂園(55號) - 六段 - 大台北花市聯合廣場（449-14號） - 七段 - 漢諾威馬術俱樂部（143號） - 臺北市中華基督教青年會唭哩岸會館（310號） - 立農公園地下停車場 - 立農公園 - 富邦承德大樓（400號，原大同公司北投廠） |

## 道路設計

### 車道數
- 一段~四段：雙向各四車道，寬度為40米。
- 五段：雙向各六車道，北往南其中一線為機車道，60米寬。
- 六段：雙向各六車道，北往南其中一線為機車道，60米寬。
- 七段（文林北路-石牌路）：雙向各六車道，60米寬，其中一線為機車道。
- 七段（石牌路-大度路）：雙向各五車道，60米寬。

### 號碼
- 一段：單號1~105，雙號2~88。
- 二段：單號1~239，雙號2~208。
- 三段：單號1~287，雙號2~336。
- 四段：單號1~333，雙號2~364。
- 五段：單號55   ，雙號2~80。
- 六段：單號1~459，雙號2~452。
- 七段：單號1~401，雙號2~400。

## 外部連結
1. ↑  .   [2020-01-27]. （原始内容存档于2021-12-19）.